# Ле Пјане (Пескара)
Ле Пјане (итал. Le Piane) је насеље у Италији у округу Пескара, региону Абруцо.
Према процени из 2011. у насељу је живело 30 становника. Насеље се налази на надморској висини од 369 м.